# 東和田 (長野市)
東和田（ひがしわだ）は、長野県長野市の市街地東部郊外にある地区（大字）。郵便番号は381-0038。
全域が長野市役所古牧支所の管内である。

## 概要
地区の南西から東にかけて国道18号が走り、中央部には国道406号（平林街道）が東西に横断する。地区南東部には長野県道375号大豆島東和田線、北東部には都市計画道路東豊線が南北に縦断しており、これら4本の道路が地区中央部で交わる自動車交通の要衝である。周囲は以下の大字・町丁と接する。
周辺地区同様に、古くは農村であったが長野市街地までバス・車で10分程度という立地により戦後急速に宅地化が進んだ。ただし、区画整理はあまり進んでいない。
国道18号沿いには自動車・物流関連の事業所が軒を連ねる。地区東部にある長野東郵便局は長野電鉄長野バス営業所（現 長電バス）の移転跡地に建てられたもので、県内の郵便集配の拠点である。長野東郵便局の北側には長野運動公園の敷地が広がり、大字東和田の範囲には野球場・陸上競技場・テニスコートなどがある。なお、長野運動公園の敷地は大字東和田・吉田五丁目・大字石渡にまたがっており、管理事務所の住所は吉田五丁目であるが、「東和田運動公園」と通称される。
地区内の人口及び世帯数は、1,248世帯 2,757人（令和5年3月1日現在）。

### 沿革
大字東和田の範囲は、概ね1889年（明治22年）以前の上水内郡東和田村の範囲に相当する。
旧東和田村〜古牧村の歴史
- 江戸時代 - 前身の水内郡東和田村は松代藩領であった
- 1879年（明治12年）1月4日 - 郡区町村編制法施行。東和田村は上水内郡に属する
- 1889年（明治22年）4月1日 - 町村制施行。上水内郡東和田村、同郡高田村・平林村・西和田村・西尾張部村・南長池村と合併、三輪村荒屋区を編入。古牧村となる
- 1921年（大正10年） - 県道長野須坂線（現 国道406号平林街道）が開通。地区中央部を横断する
- 1923年（大正12年）7月1日 - 上水内郡古牧村、同郡吉田町・芹田村・三輪村とともに長野市に編入。旧東和田村域は、大字東和田となる

長野市東和田の歴史
- 1959年（昭和34年）4月1日 - 地区内に、学校法人長野中央学園長野中央高等学校（現 長野日本大学高等学校）が開校
- 1964年（昭和39年）6月24日 - 長野電鉄長野バス営業所（現 長電バス）が、権堂町から移転
- 1966年（昭和41年）
  - 5月1日 - 長野運動公園が開園。長野県営野球場完成
  - 9月 - 国道18号長野バイパスが開通。地区内を通過する
- 1967年（昭和42年）4月1日 - 長野中央高等学校（現 長野日本大学高等学校）に併設して、長野経済短期大学が開校。のち、2009年（平成21年）廃校
- 1975年（昭和50年）2月10日 - 町名整理。大字北尾張部・大字西尾張部・大字東和田の各一部を分け、桜新町が発足
- 1976年（昭和51年）4月24日 - 長野運動公園内に、長野市営陸上競技場完成
- 1982年（昭和57年）9月13日 - 平林街道が国道406号の一部となる
- 1983年（昭和58年）9月1日 - 長野電鉄長野バス営業所（現 長電バス）が、大字村山に移転
- 1989年（平成元年）10月30日 - 長電バス長野バス営業所跡地に、長野輸送郵便局が吉田三丁目から移転。長野東郵便局として開局
- 1996年（平成8年）12月18日 - 国道18号沿いに建設省（当時）東和田情報ステーションが開所
- 2004年（平成16年）4月1日 - 長野日本大学高等学校に併設して、長野日本大学中学校が開校
- 2011年（平成23年）4月1日 - 長野日本大学高等学校に併設して、長野小学校（現・長野日本大学小学校）が開校

## 交通

### 路線バス
平林街道を走る、長電バスの以下の路線系統が利用できる。
- 長電バス
  - 高速 池袋駅東口 - 長野駅 - 東郵便局 - 柳原
  - 51 長野駅 - 平林 - 市民病院 - 柳原

## 施設
地区北部（運動公園方面）
- 学校法人長野日本大学学園
  - 長野日本大学中学校・高等学校
  - 長野日本大学小学校
  - あかしや幼稚園
- 長野運動公園
  - 長野県営野球場
  - 長野市営陸上競技場

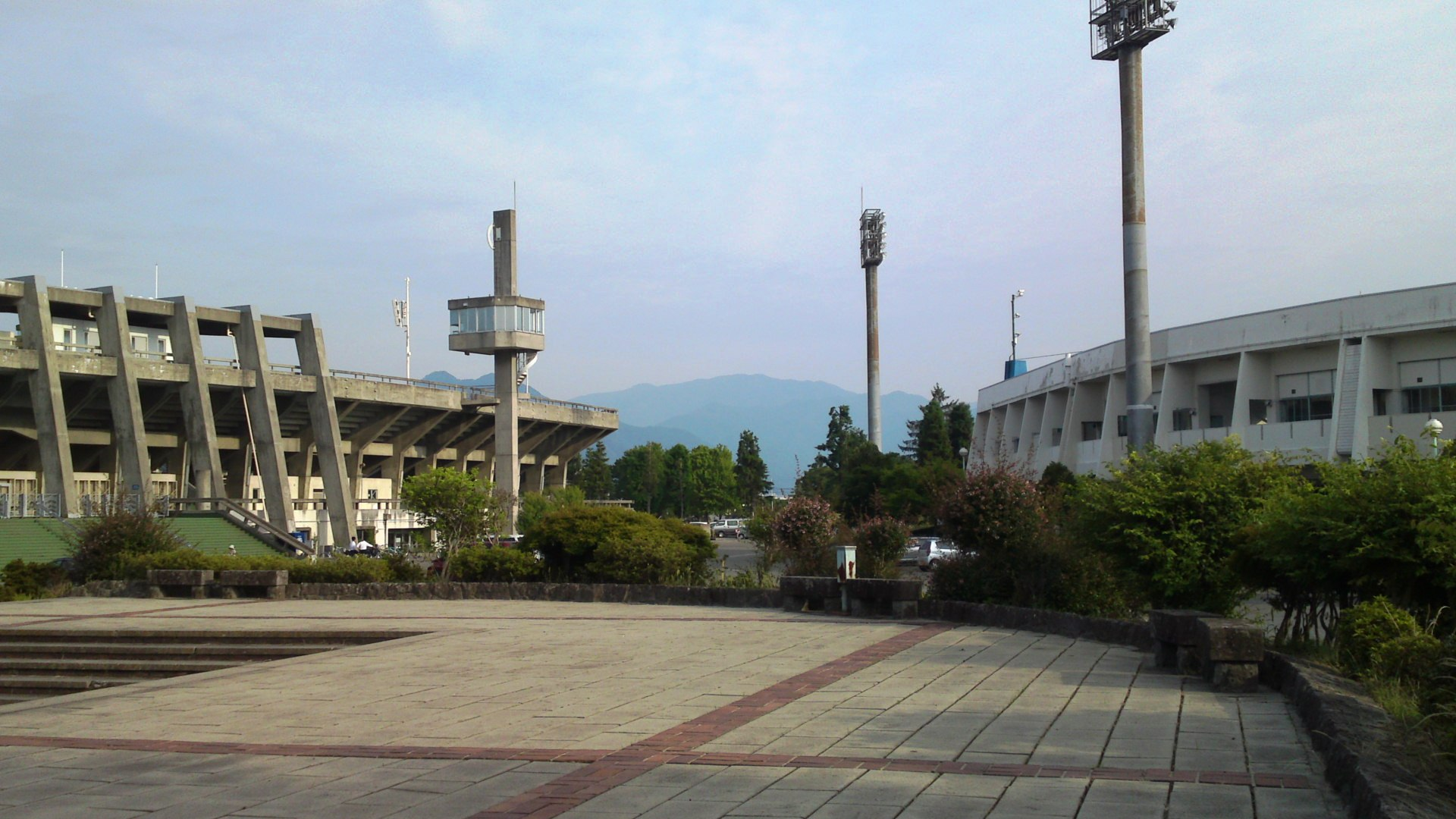
長野運動公園（県営野球場と市営陸上競技場）

  - 東和田館跡 - 1962年（昭和37年）頃まで、その名残があったが、現在は運動公園の敷地の一部になっている[2]。

地区中央部（平林街道方面）
- レクサス長野
- モスバーガー 長野東和田店
- ショッピングタウンあおぞら（あおぞら市場）
  - シューマート 東和田店
  - 角上魚類 長野店
  - シャトレーゼ 長野東和田店
- デニーズ 長野東和田店
- 平安堂 東和田店
- コメダ珈琲店 長野東和田店
- イエローハット 長野東和田店
- 八十二銀行 東和田支店
- 長野東郵便局
- 弐萬圓堂 東郵便局前店
- ピッツェリア 長野東和田店
- 東和田病院
- 長野中央警察署 和田交番
- 和世田神社

地区南部（国道18号方面）
- Honda Carsしなの 東和田店
- スズキアリーナ 東和田店
- ラウンドワンスタジアム 長野店
- 信越定期自動車
- 国土交通省 東和田情報ステーション
- 信州名鉄長野ビル
- 長野三菱自動車販売 本社・東和田店
- レクサス長野
- 長野日産自動車 東和田店
- UDトラックスジャパン 長野支店
- 信州さがみ典礼 長野法事センター